# Divadlo Anny Sedláčkové
Divadlo Anny Sedláčkové (DAS) bylo založeno herečkou Annou Sedláčkovou na podzim roku 1939.

## Vznik divadla
Po konfliktech s vedením Národního divadla a Divadla na Vinohradech, kdy nenacházela mnoho příležitostí se uplatnit, se herečka Anna Sedláčková rozhodla založit své vlastní soukromé divadlo. Divadlo začalo působit v roce 1939 v sále Mozartea v Jungmannově ulici čp. 748 v Praze 1. Sedláčková se snažila z divadla vytvořit protějšek k oběma pražským oficiálním činoherním scénám – Divadlu na Vinohradech a Národnímu divadlu.

## Soubor
Soubor vedl režisér a divadelní pedagog Milan Svoboda, a to až do poloviny roku 1942. Dalším režisérem byl Jaroslav Pleva. V hereckém souboru působili kromě Anny Sedláčkové a její dcery Marcelly také například Raoul Schránil (do roku 1941) , Lilly Hodáčová, Karel Třešňák, Eliška Pleyová, Věra Skálová, Bohuš Hradil, František Hanus a další. Pohostinsky zde vystupovala mj. Marie Ptáková.

## Činnost divadla
Divadlo se opíralo především o vystoupení Anny Sedláčkové. Inscenačně se Sedláčková se Svobodou snažila o výraz inspirující se v civilismu (konverzační hry) a v psychologickém realismu (ostatní hry).
Po uvedení Čapkových her se divadlo setkalo s útoky ze strany profašistického tisku (zvláště Vlajka a Arijský boj). Po atentátu na Reinharda Heydricha, kdy se A. Sedláčková odmítla účastnit Němci organizovaného setkání divadelníků v Národním divadle (Manifestace věrnosti Říši), bylo divadlo v červenci 1942 uzavřeno.
Aby mohla divadlo znovu otevřít, byla nucena propustit režiséra Milana Svobodu a přebudovat celý soubor. K 1. listopadu 1942 bylo pak divadlo znovu otevřeno. Divadlo pak vedl režisér Zdeněk Jaromír Vyskočil až do září 1944, kdy byla veškerá česká divadla uzavřena.

## Citát
| „                | Byli jsme zrovna na zájezdě v Písku, když za mnou přijela dramaturgyně Divadla Anny Sedláčkové s nabídkou paní ředitelky. Věřte, když mě seznámila s připravovaným repertoárem, nerozmýšlel jsem se ani minutu, dokonce jsem se ani neptal na plat, a přikývl jsem. Věděl jsem už od kolegů – v divadle se nic neutají – že si Andula Sedláčková pronajala Mozarteum v zadní části domu pana Urbánka, který vlastnil známé nakladatelství hudebnin...Andula Sedláčková se vůbec netajila tím, že divadlo založila především kvůli své dceři Marcelce (a pro ni)... | “ |
| — Raoul Schránil | |   |

## Repertoár, výběr
V období od založení do poloviny roku 1942 byly na repertoáru především zahraniční konverzační hry, doplňované však i významnými díly světové a české klasiky. Po obnovení činnosti v závěru roku 1942 divadlo uvádělo až na výjimky salonní komedie a detektivky německých a v jednom případě italských a maďarských autorů.
- 1939: Oscar Wilde: Bezvýznamná žena, režie Anna Sedláčková (v roli Gladys vystoupila A. Sedláčková)
- 1939: Gabriela Zapolská: Morálka paní Dulské, režie Milan Svoboda (v roli Juljaščevičové vystoupila A. Sedláčková)
- 1940: Coubiér: Aimée, režie Anna Sedláčková (v roli Aimée vystoupila A. Sedláčková)
- 1940: Hermann Bahr: Děti
- 1940: Karel Čapek: Věc Makropulos, režie Milan Svoboda (v roli Emilie Marty vystoupila A. Sedláčková)
- 1941: Karel Čapek: Loupežník, režie Milan Svoboda (v roli Mimi vystoupila Marcella Sedláčková, v roli Loupežníka Jaroslav Koudelka)
- 1941: Henrik Ibsen: Hedda Gablerová, režie Milan Svoboda (v titulní roli vystoupila A. Sedláčková)
- 1941: William Shakespeare: Romeo a Julie (v roli Julie vystoupila Marcella Sedláčková)
- 1942: Vilém Werner: Právo na hřích, režie Vilém Werner (v roli matky vystoupila A. Sedláčková)
- 1942: F. Koselka: Tajemný čaj o páté, režie Jaroslav Pleva (v roli Gerdy vystoupila A. Sedláčková)
- 1943: Václav Štech: Třetí zvonění, režie B. Hradil (v rolí Kváčkové vystoupila A. Sedláčková)
- 1943: K. von Csathó: Má dcera to nedělá, režie Zdeněk Vyskočil (v roli Elišky vystoupila A. Sedláčková)
- 1944: J. K. Tyl: Tvrdohlavá žena
- 1944: J. Olmer: Nocí poraněn

## Zánik divadla
Divadlo bylo ve dnech květnové revoluce 1945 obsazeno skupinou divadelníků. Rozhodnutím závodní rady ze dne 14. května 1945 byla Anna Sedláčková z divadla vyhnána. Soubor si přizval jako uměleckého šéfa a režiséra Antonína Dvořáka z Ústřední rady odborů, který poslal A. Sedláčkové a majiteli domu Mojmíru Urbánkovi přípisy, že divadlo je zabráno pro Divadlo revolučních gard. V červnu 1945, kdy byly zrušeny soukromé divadelní koncese, divadlo definitivně zaniklo. A. Dvořák nakonec projekt nového divadla opustil, nechal se angažovat E. F. Burianem a do Mozartea se nastěhovalo divadlo Větrník.